# 维米勒
维米勒（法語：Wimille，法語發音：[vimil]）是法国上法蘭西大區加来海峡省的一个市镇，属于滨海布洛涅区。

## 地理
维米勒（50°45'47"N, 1°37'57"E）面积22.24 平方千米，位于法国上法蘭西大區加来海峡省，该省份为法国北部沿海省份，西北濒北海，南至索姆省，东临北部省。
与维米勒接壤的市镇（或旧市镇、城区）包括：瓦坎冈、昂布勒特斯、伯夫勒康、滨海布洛涅、马南冈埃讷、马基斯、佩尔讷莱布洛涅、皮特福、圣马丹布洛涅、维姆勒。
维米勒的时区为UTC+01:00、UTC+02:00（夏令时）。

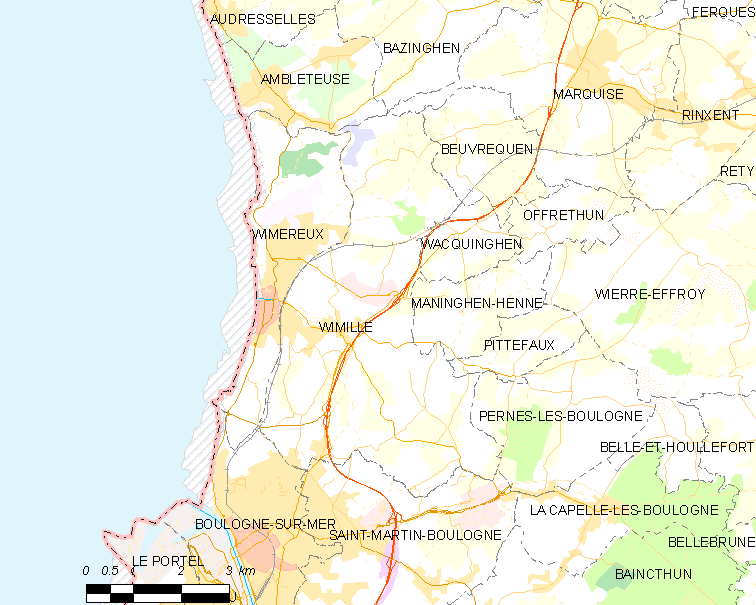
维米勒的OSM定位图

## 行政
维米勒的邮政编码为62126，INSEE市镇编码为62894。

## 政治
维米勒所属的省级选区为滨海布洛涅第一县。

## 人口

1962-2008年间维米勒人口变化图示

维米勒于2022年1月1日时的人口数量为3839人。